# 軟鰭光唇魚
軟鰭光唇魚，又稱軟鰭石𩼧（学名：Acrossocheilus malacopterus），为輻鰭魚綱鯉形目鲤科光唇魚屬的其中一種。分布於亞洲中國廣東省、貴州省、雲南省及廣西壯族自治區淡水流域，體長可達15.3公分，棲息在河川底中層水域，生活習性不明。

## 扩展阅读
維基物種上的相關：軟鰭光唇魚